# Paul Maynard
Paul Christopher Maynard (né le 16 décembre 1975) est un homme politique du Parti conservateur britannique. Il est député de Blackpool North et Cleveleys de 2020 à 2024. Le 26 juillet 2019, il est nommé sous-secrétaire d'État parlementaire au département des transports du ministère Johnson.

## Jeunesse
Né à Crewe, Cheshire, Maynard subi une paralysie cérébrale et un trouble de la parole quand il a été étranglé par le cordon ombilical à la naissance. À l'âge de 22 ans, il développe une épilepsie, ce qui signifie qu'il doit être Abstème pour éviter d'avoir des crises. Il fréquente une école spécialisée de 3 à 5 ans avant de passer à l'enseignement ordinaire au St. Ambrose College, un lycée basé à Altrincham, et obtient un diplôme d'histoire de première classe au University College d'Oxford. Maynard est un lecteur de son église locale et est également gouverneur de son école primaire catholique locale.

## Carrière politique
Après avoir quitté l'université, Maynard travaille comme conseiller du député conservateur Liam Fox et rédacteur de discours pour William Hague - le député conservateur et chef de l'opposition. Le 7 décembre 2000, il se présente sans succès comme candidat conservateur dans le quartier de Custom House et Silvertown du conseil de Newham. Il est arrivé quatrième quand il s'est présenté sans succès en tant que candidat conservateur dans le quartier de Beckton du Conseil de Newham le 29 mars 2001 et n'a par la suite pas été élu conseiller dans le quartier de Custom House du Conseil de Newham le 2 mai 2002. Il est également candidat conservateur à Twickenham aux élections générales de 2005, terminant deuxième avec 32,4% des voix.
Maynard est sélectionné pour Blackpool North et Cleveleys en décembre 2006, après avoir été sur la "liste A" des conservateurs et déménage dans la circonscription pour y vivre. Maynard est élu à la Chambre des communes lors des élections générales de 2010 avec une majorité de 2 150 voix. Il est la deuxième personne atteinte de paralysie cérébrale à devenir député britannique; Le conservateur Terry Dicks ayant été le premier.
En février 2011, Maynard raconte au Times les mauvais traitements qu'il a subis de la part des députés travaillistes, qui s'étaient moqués de son handicap lors d'un débat à la Chambre des communes sur l'abolition du Child Trust Fund le 26 octobre 2010. Diverses sources du Parti travailliste ont confirmé qu'un tel comportement était inacceptable et Rosie Winterton, la whip en chef du Parti travailliste, et son adjoint Alan Campbell auraient parlé aux députés de l'incident peu de temps après. Quelques jours après l'interview du Maynard Times, John Bercow, le président de la Chambre des communes, a publié une déclaration écrite avertissant les députés que de tels abus étaient inacceptables,.
Maynard, qui s'identifie comme catholique, vote contre le projet de loi sur le mariage (couples de même sexe) en 2013.
Lors des élections générales de 2015, Maynard est réélu en tant que député pour son siège, avec une majorité accrue de 3 340 voix.
Maynard soutient le Brexit avant le référendum de 2016.
En juillet 2016, la nouvelle Première ministre Theresa May nomme Maynard pour remplacer Claire Perry au poste de sous-secrétaire d'État parlementaire au ministère des Transports. Il est responsable des grands projets ferroviaires, de la sécurité et de la sûreté ferroviaires, des services aux passagers, du financement des transports, de l'accessibilité, des tarifs ferroviaires et de la billetterie. Il fait face à des critiques en raison d'une action revendicative non résolue et de la perturbation majeure des services qui en a résulté sur la ligne sud (Govia Thameslink Railway).
Maynard est réélu député en 2017, mais avec une majorité réduite de 2023 voix. Le 9 janvier 2018, la Première ministre Theresa May nomme Maynard comme whip du gouvernement en lui attribuant le rôle de Lord Commissioner of HM Treasury et il cesse de travailler en tant que sous-secrétaire d'État parlementaire au ministère des Transports.
Il est un défenseur des handicaps, avec des liens actifs avec la RAD, Scope et Trailblazers. En mai 2016, Maynard joue un rôle actif dans l'amélioration de l'accessibilité à l'apprentissage pour les personnes ayant des troubles d'apprentissage. En collaboration avec un groupe de travail, il produit une liste de recommandations qui seront examinées par le BRI et le DWP.
En mai 2019, il est nommé sous-secrétaire d'État parlementaire à la Justice au sein du ministère du 2 mai jusqu'en juillet 2019.